# Bener (Bener)
Bener is een bestuurslaag in het regentschap Purworejo van de provincie Midden-Java, Indonesië. Bener telt 2752 inwoners (volkstelling 2010).